# 博伊奇諾夫齊
博伊奇諾夫齊是保加利亞的城鎮，位於該國西北部，距離首府蒙塔納15公里，由蒙塔納州負責管轄，面積16.16平方公里，海拔高度139米，2010年人口1,616，居民主要信奉東正教。